# Nestor Kagbadouno
Nestor Kagbadouno né 1983 à Kissidougou en république de Guinée, est un juriste et homme politique guinéen. Il est député d'avril 2020 au 5 septembre 2021.

## Biographie
Nestor Kagbadouno est né à Kissidougou en 1983, diplômé de la faculté de droit à l’université général lansana conté de Sonfonia, où il est doctorant. Dès l’obtention de son diplôme de maîtrise en 2010, il est chargé des cours de travaux dirigés en droit public. Cumulativement aux enseignements qu’il dispense en qualité d’enseignant homologué, il s’inscrit au compte du programme de master destiné à la formation des formateurs aux termes duquel il obtient, en 2015, un diplôme de master en droit public.

### Parcours professionnel
Nestor Kagbadouno intègre l’administration universitaire au sein de l’Université Ahmadou Dieng où il gravit tous les échelons, du chef de département au directeur général, en passant par les postes de doyen de faculté, directeur des études et secrétaire général de l’université jusqu'en avril 2020 pour l’exercice de son mandat de député.

### Parcours politique
Député de 2020 en 2021 de la législation de mars 2020. Il devient le 4ème secrétaire parlementaire de l'assemblée nationale de la 9eme législative de la république de Guinée sous la présidence Alpha Condé jusqu'au 5 septembre 2021.